# 無間道
《無間道》（英語：Infernal Affairs）是2002年上映的香港電影，由寰亞電影出品，劉偉強和麥兆輝執導，麦兆辉和庄文强编剧，劉德華、梁朝偉、黃秋生和曾志偉主演，為《無間道系列》電影中的首部作品，其後還有前傳《無間道II》和後續《無間道III：終極無間》。
作爲香港電影代表作之一，《無間道》以其緊湊的劇情和乾淨俐落的敘事風格赢得观众口碑，創下5500萬港元票房收益，成為年度票房冠軍，不但在2000年代前期香港電影低迷期中，大幅提振電影公司投資影片的意願，而且该片的成功亦掀起一股開拍間諜、臥底為題材的警匪片的熱潮，影響至今。2003年榮獲第22屆香港電影金像獎最佳電影和第40屆金馬獎最佳剧情片等多个獎項。在2005年，獲香港電影金像獎協會票選為「最佳華語片一百部」之一。
本片亦曾多次被海内外翻拍，其中包括2006年馬田·史高西斯把本片翻拍為美版《無間道風雲》，贏得奧斯卡最佳影片等四个獎項。
2022年12月電影上映20周年之际，技术人员使用4K數位修復和杜比全景聲環迴技術，把原版電影拷貝的聲畫質素大幅躍升。在香港，《無間道》、《無間道II》與《無間道III終極無間》的重映定於首部曲開畫的同一天，即12月12日。

## 劇情
《無間道》故事的主角是兩名臥底人士，分別為警方和黑社會潛伏對方陣營。當兩人的身份一下子將近暴露，他們要盡快找出對方是誰，以解除自身危險。
劉健明（劉德華 飾）是香港黑社會成員，大約十年前，按老大韓琛（曾志偉 飾）吩咐，加入香港警隊，成為潛伏於警察中的黑幫臥底。劉健明果然不負所望，晉升至高級督察。事實上，劉健明的功勞倚靠韓琛為他提供敵對幫派的犯罪情報，韓琛借助劉健明的警力，將其他幫派鏟除，自己坐享漁翁之利，同時乘勢在黑道擴張，成為全港最大的販毒集團。同為韓琛指派進入警隊的林國平（林家棟 飾），是劉健明的同組同事之一（惟劉健明在劇情初期並不知悉林國平有關身份）。
陳永仁（梁朝偉 飾）考入警校後，受訓中途被革離警隊。表面被革走的理由是不守紀律，而實際上，陳永仁當時已被警校校長葉金峰（許金峰 飾）及重案組黃志誠（黃秋生 飾）賞識，進行黑社會臥底行動。輾轉十年間，陳永仁跟隨過多個黑道中人。最近三年，他的老大正是毒品大王韓琛（同時也是警方準備要一舉殲滅的目標）。陳永仁因為多次傷人，被法庭強制接受心理輔導。後來，因為葉金峰病逝，警隊中只剩黃志誠一人知悉陳永仁的卧底身份。
警方重案組根據線人的情報，得知香港黑幫將有一宗泰國毒品交易。在刑事情報科的支援下，重案組已經鎖定目標人物韓琛。不料，警方與黑幫均發生情报外洩，黑幫透過來自警方的線報獲知警方到來，得以搶先銷毀毒品，但也導致交易告吹，蒙受損失。警方雖然透過卧底線報而得以派隊埋伏交易現場，但也因為毒品銷毀而失去販毒的證物，無功而返。此事暴露了警黑雙方都有臥底在對方陣營之中，故雙方必須清除本身的內奸，才可達成自身目標。韓琛與黃志誠下令找出組織內的臥底，驅使劉健明和陳永仁試圖找出對方，以解除自身危險。
陳永仁在心理輔導的過程中，與心理醫生李心兒（陳慧琳 飾）相處多時，產生微妙感情，不禁稍有透露自己的秘密，為日後重現身份埋下伏筆。
黃志誠因擔心陳永仁安危，欲安排他退出臥底工作，但密會陳永仁的行蹤被劉健明洩露，韓琛遂先發制人動員幫派所有成員前往伏擊。陳永仁成功逃脫並隱藏身份，但黃志誠卻被韓琛脅持，在韓琛迫供下堅不肯吐露臥底身分，被圍毆十分鐘後從頂樓丟下當場身亡。
深感不安的劉健明，為了擺脫黑幫掣肘，決定清除韓琛，於是用黃志誠的手機聯絡陳永仁。此時的陳永仁一心想為黃志誠報仇，劉健明向陳永仁提議兩人合作一同剷除韓琛，這樣既能為黃志誠報仇又能恢復陳永仁的警察身份。陳永仁遂與劉健明合作，於韓琛取得倉庫的物品後，陳永仁在半路上以要押隊殿後為理由先行下車離去，結果韓琛跌落劉健明的圈套被擒。健明為消滅自己為黑幫成員的證據，將韓琛槍殺。劉健明與陳永仁於警署會面，正當陳永仁以為可以回復警察身份之時，突然發現劉健明桌上有一份留有自己筆跡的文件袋，文件袋包含韓琛黑幫成員名單。陳永仁因此發現劉健明的黑幫成員身份，趁劉健明察覺前馬上離去。
其後，劉健明得知陳永仁曾探訪其妻子，並留下一張有劉健明臥底證據的光碟。陳永仁致電劉健明，相約於與黃志誠密會的天臺見面。陳永仁成功持槍挾持劉健明，想將劉健明的臥底身份向警方揭露，劉健明的同事林國平趕至，雙方持槍對持。正當陳永仁步進電梯離開之際，不慎突出頭部，林國平乘機槍斃陳永仁。林國平向劉健明坦言當年他與劉健明同時被韓琛派入警隊作臥底，唯獨韓琛只看重劉健明而忽略林國平。兩人乘搭電梯離開時，劉健明拔槍將林國平滅口，步出電梯後，向事後趕到的警員出示警察證件，重申自己的警察身份。
結果，劉健明將犯罪責任全部轉嫁給林國平，成功由黑洗白。陳永仁的臥底身份檔案被李心兒在已故警校校長葉金峰的遺物中發現，使陳永仁回復身份，下葬於黃志誠的墓旁，事件落幕。
劉健明、李心兒及警隊眾人出席陳永仁的葬禮致敬。在最後的回想片段中，劉健明表現出與陳永仁對調黑白身份的渴望，走上不同的人生道路。

## 角色
| 角色         | 演員              | 暱稱 / 身份 |
| 劉健明       | 劉德華            | 劉Sir、劉仔 生於：1971年 投訴及內部調查科高级督察/前刑事情報科督察，實為韓琛內應 韓琛之手下，后反目 毒品交易案拘捕韓琛集團失敗後，由刑事情報科轉任投訴及內部調查科，並在重案組負責找尋警隊內奸 最後為了脫離黑道投奔白道，而槍殺了韓琛，然後為避免其臥底身份敗露，刪除陳永仁的臥底檔案並槍殺林國平。但中國大陸版本中，最終被警方拘捕，同時查辦其他警隊內臥底成員。 |
| 劉健明       | 陳冠希（青年）    | 警校學員 韓琛手下，投考警校以作韓琛內應 |
| 陳永仁       | 梁朝偉            | 阿仁、仁哥 生於：1966年10月25日 死於：2002年11月27日（生卒日期按本片結尾墓碑所寫） 韓琛得力手下，實為臥底，並一直期望能重返警隊 李心兒的男友 徐偉強好友 陳玥琪之父 黃志誠屬下臥底，潛伏黑幫接近十年 最後被林國平槍殺而殉職，其後李心兒從已去世警校校長葉Sir的遺物中發現陳永仁檔案，證實其警察身份，並葬於浩園黃志誠警司的墓旁。                                   |
| 陳永仁       | 余文樂（青年）    | 警校學員 表面被警校革除而投身黑道，實際轉為黃志誠屬下臥底。 |
| 黃志誠       | 黃秋生            | 黃Sir、黃警司、老細 生於：1956年3月22日 死於：2002年11月23日下午（生卒日期按本片結尾墓碑所寫） 重案組警司，陳永仁之上司 韓琛之死敵 被韓琛手下毆打，強逼其供出臥底身份未果，遂被拋下樓身亡。 |
| 韓琛         | 曾志偉            | 琛哥 生於：1957年7月21日 死於：2002年11月23日晚上 （按黃志誠墓碑所寫） 黑社會頭目，當初派遣劉健明進警方當內應 劉健明之老大，后反目 黃志誠之死敵 最後被劉健明在停車場槍殺身亡 |
| 林國平       | 林家棟            | 大B 刑事情報科成員 韓琛內應 劉健明下屬 最後槍殺陳永仁，但被避免內鬼身份敗露的劉健明槍殺身亡。 |
| 徐偉強       | 杜汶澤            | 傻強 韓琛得力手下 陳永仁好友，其中一早知道知道陳永仁的臥底身份 故事中期在香港上環槍戰中（黃志誠墮樓後）中槍，其後傷重身亡 新聞鏡頭說“證實死的是警方卧底徐偉強”（其實是劉建明與陳永仁合作時，劉建明提出的，借此降低韓琛的戒心） 角色名“傻強”取自韓琛另一手下迪路演員林迪安於古惑仔系列及衍生作品中多次出演的同名角色。                                             |
| 李心兒       | 陳慧琳            | 李醫生 生於：1976年 心理醫生，陳永仁的好友。 |
| Mary         | 鄭秀文            | Mary 劉健明之妻子，小說作家。 |
| May          | 蕭亞軒            | 陳永仁的前女友，陳玥琪之母。 |
| 張鋌         | 吳廷燁            | 張Sir、阿張 重案組督察，黃志誠下屬。 |
| 泰國毒品賣家 | Chaucharew Wichai | 泰國毒品賣家 韓琛於泰國的合作拍檔 |
| 迪比亞路     | 林迪安            | 迪路 韓琛得力手下 花名取自當時意大利球星迪比亞路 於黃志誠墮樓後與警察槍戰時身亡 |
| 梁警司       | 尹志強            | 梁Sir 內務部總警司，劉健明與黃志誠的上司。 |
| 葉金峰       | 許金峰            | 葉Sir 生於：1949年7月14日 死於：2002年 警校校長，當初安排陳永仁離開警校當黃志誠的臥底，於警方發現有內鬼前逝世 |
| 疑犯         | 何華超            | 黑幫阿毛的手下，於警 署被劉健明騙得工廠地址。 |
| Hi-Fi 舖老闆 | 利沙華            | 被黑道收保護費的音響行老闆。 |
| 大象         | 區軒瑋            | 重案組成員，毒品交易案中負責跟蹤交易的黑社會人物。 |
| 孖八         | 李天翔            | 重案組成員，毒品交易案中負責拘捕韓琛一干人等。 |
|              | 袁偉豪            | 刑事情報科成員。 |
|              | 梁浩楷            | 韓琛手下 被警察槍殺身亡 |
| 陳玥琪       | 梁超怡            | 陳永仁、May之女兒 |

## 製作

### 創作
《無間道》的創作靈感源於吳宇森執導的電影《奪面雙雄》。麥兆輝認為《奪面雙雄》中「交換面孔」的橋段在現實中是不可能發生的事情，於是麥兆輝提出可不可以講一個故事，將兩個角色交換過來，但是不需要手術，只是身份和內心的交換。麥兆輝、莊文強在創作《無間道》劇本的時候一直在寫作上相互溝通，麥兆輝寫完了一個完整的劇本，寄給莊文強，莊文強把劇本改了一遍又寫信送給麥兆輝修改。
在麥兆輝的劇本構想，最初只有警察到黑社會臥底的故事線。後來劉偉強又在原始劇本的基礎上加了很多的元素進去，並加入黑社會的人去警局做臥底的另一條線。在劇本的修改過程中，《無間道》的定位也隨之改變，電影劇本最初是警匪鬥智為重，後來黑幫或英雄片的元素變得濃烈了。
导演之一的刘伟强透露电影最初叫《杀警》，覺得這個名不太好，甚麼刺殺、殺甚麼，太多類似的片名。直至突然間想到《無間行者》，认为故事讲卧底，卧底生活就好像地狱般。他虽然喜欢这个名字，但是电影行业比较迷信，甚至会特别为片名算笔画，于是他找了庄澄监制想出了四个以无间开头的戏名，到泰国请教高人最后选出《无间道》。片名中「無間」的意思是指佛家中地獄的最底層「無間地獄」。該片以《無間道》作為片名，寓意兩個身份都本不該屬於自己的人，他們幾乎生活在一個類似無間地獄的環境裏，做夢都怕別人拆穿自己的身份。進入無間地獄是沒有輪迴的，只有永遠受苦，但片中的兩位主角卻在設法讓自己超生。因为寰亚老板林建岳笃信泰国“白龙王”（周钦南），取名《无间道》也是听从白龙王的建议。
學者劉衛林指出，「無間道」在佛教中實另有所指，是達到極高層次的一種修行境界，又稱「無礙道」，與「無間地獄」涵義不同。

### 投資
《無間道》的劇本完成後一直找不到投資者。在最關鍵的時機，寰亞電影發行公司找了一位監製（莊澄）看過《無間道》的劇本後，感覺不錯，於是寰亞電影發行公司答應和劉偉強合作。之後劉偉強和投資方談價錢，一看到電影投資的價錢超過預算，投資方開始有點猶豫，但是公司負責人（林建岳）認為投資這部電影雖然要承擔一定風險，但要這樣做才能挽救低迷的香港電影市道，所以寰亞電影發行公司還是決定投資這部電影，而影片的投資成本也超過2000萬。

### 選角
《無間道》不僅將四位香港電影金像獎最佳男主角獎得主：劉德華、梁朝偉、黃秋生、曾志偉聚集在一起演戲，其配角的陣容也不容忽視。該片除了有陳冠希、余文樂分別飾演少年時期的劉建明和陳永仁外，鄭秀文、陳慧琳、蕭亞軒三位女演員的出演也令影片的陣容進一步豐富。
片中「韓琛」角色最初開拍前原先曾屬意由吳鎮宇出演，之後因為吳當時正接拍TVB劇集《衝上雲霄》，再加上檔期因素而辭演。後改由曾志偉取代出演，而吳鎮宇也在前傳《無間道2》詮釋角色「倪永孝」塑造另一經典形象。

### 取景
- 沙田排頭村萬佛寺在電影片首，韓琛向一眾年輕社團成員祝酒的場景。
- 筲箕灣鯉魚門公園及度假村成了警察訓練學校，被革走的陳永仁回望警校的場景。
- 深水埗鴨寮街影音店是電影開首兩名臥底劉健明與陳永仁初相遇的場景。
- 上環干諾道中148號「粵海投資大廈」天台為「無間道」的黃志誠和陳永仁見面的經典場景。[5]
- 北角政府合署天台為「無間道」的劉建明和陳永仁對決的經典場景，後來成為香港電影及MV的熱門拍攝場地。[6]
- 柴灣北二號配水庫天台為「無間道」的黃志誠及陳永仁落葬浩園的地方。[7]

### 後期
《見鬼》的導演彭發負責影片的剪接工作。

### 音樂
作曲家陳光榮為電影配樂，他亦憑《風雲：雄霸天下》獲得香港電影金像獎最佳原創電影音樂獎。而主題曲《無間道》由劉德華和梁朝偉主唱，有国语和粤语两种版本，由林夕填詞，伍樂城作曲和編曲。電影原聲大碟由Sony BMG於2002年12月1日開始發售。
曲目列表：
| 曲序 | 曲目             | 时长 |
| ---- | ---------------- | ---- |
| 1.   | 無間             | 2:06 |
| 2.   | 跟他交換         | 1:36 |
| 3.   | 再見…警察        | 2:18 |
| 4.   | 標               | 2:44 |
| 5.   | 三年又三年       | 1:32 |
| 6.   | 我在夢中見過你   | 1:24 |
| 7.   | 他是一個好警察   | 1:57 |
| 8.   | 有內鬼，行動取消 | 4:32 |
| 9.   | 我是警察！       | 3:27 |
| 10.  | 我最信的是你     | 1:06 |
| 11.  | 我揀做個好人     | 3:30 |
| 12.  | 再見…警察…再見   | 1:56 |
| 13.  | 道               | 1:51 |

### 歌曲
| 曲別   | 歌名                   | 作曲   | 填詞   | 演唱           |
| ------ | ---------------------- | ------ | ------ | -------------- |
| 主题曲 | 《無間道》（國、粤語） | 伍乐城 | 林夕   | 劉德華、梁朝伟 |
| 插曲   | 《被遗忘的时光》       | 陳宏銘 | 陳宏銘 | 蔡琴           |

## 發行

### 評價
- 2010年英國電影雜誌《帝國》評選「100部最偉大非英語片」－《無間道》第30名
- 2009年美國有線電視新聞網CNN評選「影史18部最佳亞洲影片」─《無間道》第10名
- 2005年美國《時代》雜誌評選2004年十大佳片─《無間道》第6名
- 2003年日本權威電影雜誌《電影旬報》評選「2003十大最佳外語片」─《無間道》第9名

### 票房
在香港上映兩周，票房就突破3000萬港幣。最終以5505萬港幣的票房成績成為2002年香港電影年度票房冠軍。台湾票房6411万台币。韩国观影人次119万，获得97.7万美元。法国82.1万美元。北美16.9万美元。日本8亿日元。芬兰3.1万美元。

## 獎項
| 年份   | 頒獎典禮                  | 獎項                 | 名單           | 結果 |
| ------ | ------------------------- | -------------------- | -------------- | ---- |
| 2003年 | 第9屆香港電影評論學會大獎 | 最佳電影             | 無間道         | 提名 |
| 2003年 | 第9屆香港電影評論學會大獎 | 最佳男演員           | 黃秋生         | 獲獎 |
| 2003年 | 第9屆香港電影評論學會大獎 | 推薦電影             | 無間道         | 獲獎 |
| 2003年 | 第22屆香港電影金像獎      | 最佳電影             | 無間道         | 獲獎 |
| 2003年 | 第22屆香港電影金像獎      | 最佳導演             | 劉偉強、麥兆輝 | 獲獎 |
| 2003年 | 第22屆香港電影金像獎      | 最佳編劇             | 麥兆輝、莊文強 | 獲獎 |
| 2003年 | 第22屆香港電影金像獎      | 最佳男主角           | 劉德華         | 提名 |
| 2003年 | 第22屆香港電影金像獎      | 最佳男主角           | 梁朝偉         | 獲獎 |
| 2003年 | 第22屆香港電影金像獎      | 最佳男配角           | 曾志偉         | 提名 |
| 2003年 | 第22屆香港電影金像獎      | 最佳男配角           | 杜汶澤         | 提名 |
| 2003年 | 第22屆香港電影金像獎      | 最佳男配角           | 黃秋生         | 獲獎 |
| 2003年 | 第22屆香港電影金像獎      | 最佳攝影             | 劉偉強、黎耀輝 | 提名 |
| 2003年 | 第22屆香港電影金像獎      | 最佳剪接             | 彭 發、彭正熙  | 獲獎 |
| 2003年 | 第22屆香港電影金像獎      | 最佳服裝造型設計     | 利碧君         | 提名 |
| 2003年 | 第22屆香港電影金像獎      | 最佳動作設計         | 林迪安         | 提名 |
| 2003年 | 第22屆香港電影金像獎      | 最佳原創電影音樂     | 陳光榮         | 提名 |
| 2003年 | 第22屆香港電影金像獎      | 最佳原創電影歌曲     | 無間道         | 獲獎 |
| 2003年 | 第22屆香港電影金像獎      | 最佳音響效果         | 曾景祥         | 提名 |
| 2003年 | 第22屆香港電影金像獎      | 最佳視覺效果         | 杜可風         | 提名 |
| 2003年 | 第8屆香港電影金紫荊獎     | 最佳影片             | 無間道         | 獲獎 |
| 2003年 | 第8屆香港電影金紫荊獎     | 最佳導演             | 劉偉強、麥兆輝 | 獲獎 |
| 2003年 | 第8屆香港電影金紫荊獎     | 最佳男主角           | 梁朝偉         | 獲獎 |
| 2003年 | 第8屆香港電影金紫荊獎     | 最佳男主角           | 劉德華         | 提名 |
| 2003年 | 第8屆香港電影金紫荊獎     | 最佳男配角           | 杜汶澤         | 提名 |
| 2003年 | 第8屆香港電影金紫荊獎     | 最佳男配角           | 黃秋生         | 獲獎 |
| 2003年 | 第8屆香港電影金紫荊獎     | 最佳男配角           | 曾志偉         | 提名 |
| 2003年 | 第8屆香港電影金紫荊獎     | 最佳編劇             | 麥兆輝、莊文強 | 獲獎 |
| 2003年 | 第8屆香港電影金紫荊獎     | 最佳攝影             | 劉偉強、黎耀輝 | 提名 |
| 2003年 | 第8屆香港電影金紫荊獎     | 十大華語片           | 無間道         | 獲獎 |
| 2003年 | 第3屆华语电影传媒大奖     | 最佳電影（港台）     | 無間道         | 提名 |
| 2003年 | 第3屆华语电影传媒大奖     | 最佳男演員（港台）   | 黃秋生         | 獲獎 |
| 2003年 | 第3屆华语电影传媒大奖     | 港台最受歡迎電影     | 無間道         | 獲獎 |
| 2003年 | 第3屆华语电影传媒大奖     | 港台最受歡迎男演員   | 劉德華         | 金獎 |
| 2003年 | 第3屆华语电影传媒大奖     | 港台最受歡迎男演員   | 梁朝偉         | 銀獎 |
| 2003年 | 第40屆金馬獎              | 最佳劇情片           | 無間道         | 獲獎 |
| 2003年 | 第40屆金馬獎              | 最佳導演             | 劉偉強、麥兆輝 | 獲獎 |
| 2003年 | 第40屆金馬獎              | 最佳男主角           | 梁朝偉         | 獲獎 |
| 2003年 | 第40屆金馬獎              | 最佳男主角           | 劉德華         | 提名 |
| 2003年 | 第40屆金馬獎              | 最佳男配角           | 黃秋生         | 獲獎 |
| 2003年 | 第40屆金馬獎              | 最佳原著劇本         | 莊文強、麥兆輝 | 提名 |
| 2003年 | 第40屆金馬獎              | 最佳攝影             | 劉偉強、黎耀輝 | 提名 |
| 2003年 | 第40屆金馬獎              | 最佳視覺效果         | 杜可風         | 提名 |
| 2003年 | 第40屆金馬獎              | 最佳美術設計         | 趙崇邦、王晶晶 | 提名 |
| 2003年 | 第40屆金馬獎              | 最佳動作設計         | 林迪安         | 提名 |
| 2003年 | 第40屆金馬獎              | 最佳剪輯             | 彭 發、彭正熙  | 提名 |
| 2003年 | 第40屆金馬獎              | 最佳音效             | 曾景祥         | 獲獎 |
| 2003年 | 第40屆金馬獎              | 觀眾票選最佳影片     | 無間道         | 獲獎 |
| 2003年 | 日本藍絲帶獎（第46屆）    | 最佳外語片           | 無間道         | 獲獎 |
| 2007年 | 香港特區十周年電影選舉    | 最佳電影             | 無間道         | 獲獎 |
| 2007年 | 香港特區十周年電影選舉    | 最佳導演             | 劉偉強、麥兆輝 | 提名 |
| 2007年 | 香港特區十周年電影選舉    | 最佳編劇             | 麥兆輝、莊文強 | 獲獎 |
| 2007年 | 香港特區十周年電影選舉    | 最佳男主角           | 梁朝偉         | 提名 |
| 2007年 | 香港特區十周年電影選舉    | 最富香港本土出色電影 | 無間道         | 提名 |
| 2007年 | 香港特區十周年電影選舉    | 最具創意電影         | 無間道         | 提名 |
| 2007年 | 香港特區十周年電影選舉    | 最難忘電影主題曲     | 無間道         | 獲獎 |

## 影响

### 翻拍作品
本片在美國由米拉麥克斯影片發行，後來在2003年，美國電影《超人》的導演李察·唐納、羅拔·迪尼路的製作公司都希望購買《無間道》的重拍版權。五家公司競標後，華納兄弟電影公司以175萬美元的價格勝出。
2006年，《無間道》並被馬田·史高西斯翻拍成電影《無間道風雲》，主演是里安納度·狄卡比奧、麥·迪文、積·尼高遜和麥克·華堡，故事設定在麻省的波士頓。《無間道風雲》在2006年10月6日上映，赢得奥斯卡最佳影片、最佳导演、最佳改编剧本和最佳剪辑四个大奖，这是名导馬田·史高西斯首次获得奥斯卡最佳导演奖。
2012年日本TBS和WOWOW两間电视台联合翻拍成日剧SP《DOUBLE FACE》。
2013年韓國導演朴勳正受啟發而拍攝了題材類似的《新世界》。
2016年，美國宣佈開拍電視版，同年6月寰亞電視和愛奇藝投資開拍網絡劇《無間道》，由梁家樹監製。

### 文化影響
- 令「無間道」一詞增添「臥底」、「內鬼」的含意。
- 在無間道第二集影片中的一句台词「出嚟行，遲早要還！」[a]（「出來混，遲早要還！」）成为风靡华人世界的至理名言[9]。
- 电影中梁朝伟给刘德华推荐音响时播放了蔡琴《被遗忘的时光》一曲试音。该曲在电影上映后成为华人音响发烧友的常用试音曲[10][11]。
- 電影中梁朝偉的名句：「明明話三年㗎，三年之後又三年⋯⋯十年都黎緊頭啦，老細！」（「明明說好三年，三年之後又三年⋯⋯就快十年了，老大！」）曾經成為當時香港風行一時的口頭禪。
- 電影中梁朝偉的名句：「對唔住，我係差人！」（「對不起，我是警察！」）曾經成為當時香港年輕人的一句用來為自己開脫的常用口頭禪。
- 影片在馬來西亞電影院上映時，被要求「犯法者應受懲處」，故特別製作出另一結局的版本，而另一结局的版本为刘建明被警方查出为黑社会卧底从其步出电梯后便被拘捕。[12]
- 2003年，香港無綫電視翡翠台曾製作一套名為《吐氣羊眉賀新春之無霸道》的諧仿短劇，慶祝農曆新年的來臨。另外，第22屆香港電影金像獎的頒獎前夕，亦引用片段拍攝宣傳廣告片。
- 2003年2月10日，香港正式發行數位影碟時候，引起部份民眾的搶購，致使少數不肖販售店家趁機炒賣本片牟取暴利，從原訂88港元的價格，炒作到最高達178港元的售價。此番舉動，引起部份民眾的對店家炒賣的行為表示不滿，更在網路號召網友響應暫時拒買本片的活動，等待售價恢復成正常後，再徑行前往購買。
- 2007年6月30日，香港首部出產的藍光光碟，則選用本片作為發行的開端，起初只在香港國際機場內的特定商店販售，以後則不在此限。
- 自無間道取得成功後，無綫電視不少警匪劇集都有安插臥底情節，其中不少劇集都取得理想的收視成績，如《水滸無間道》、《學警狙擊》、《雷霆掃毒》、《飛虎之潛行極戰》、《使徒行者系列》等。當中更有Laughing哥衍生電視劇及電影三部曲，包括2009年邵氏電影《Laughing Gor之變節》、2011年無綫電視劇《潛行狙擊》及2011年邵氏電影《Laughing Gor之潛罪犯》。

### 電視廣告
廣告於2003年製作，由劉德華演出，橋段參照《無間道》關於卧底好警察與為黑幫工作的壞警察的故事。廣告主要表達售賣正版貨品，並且提供優良服務的商戶，應該參加優質旅遊服務計劃，強化與不正當商戶之分別。廣告至今仍然間中於電視播出。
不少人經常把香港旅遊發展局製作的優質旅遊服務計劃廣告與政府新聞處製作的「優質服務　致勝之道」宣傳片混淆，因為兩支廣告同樣宣傳提升服務文化，而且主角同樣是劉德華。「優質服務　致勝之道」攝於2002年，一共有5個版本，都以無禮與殷勤店員或司機之別為題材。該宣傳片甚為成功，劉德華的一句「今時今日咁嘅服務態度未夠架」成為了香港人的慣用俚語，用來形容任何差劣服務或者無禮行為。

## 系列電影
- 無間道系列
  - 《無間道II》：《無間道》的前傳。
  - 《無間道III終極無間》：《無間道》的後續。

## 相關著作
| 出版日期   | 書名                          | 作者                               | 出版社         | ISBN            |
| ---------- | ----------------------------- | ---------------------------------- | -------------- | --------------- |
| 2003年10月 | 《無間道前傳:劇本、編劇論述》 | 劉嶔編著，麥兆輝、莊文強劇本原著   | 星島集團發行部 | ISBN 9626722479 |
| 2003年11月 | 《無間道I+II小說》            | 李牧童改編，麥兆輝、莊文強劇本原著 | 星島出版社     | ISBN 9626722592 |